# Matthew Whitworth-Aylmer
Pour les articles homonymes, voir Whitworth et Aylmer.
Matthew Whitworth-Aylmer, 5e baron Aylmer, né le 24 mai 1775 et mort le 23 février 1850 à Londres, est un officier et administrateur colonial britannique. Il est gouverneur général de l'Amérique du Nord britannique entre 1830 et 1835.

## Biographie

### Carrière militaire
Aylmer entre dans l'armée dès 1787. Il mène une brillante carrière militaire, devenant major-général en 1813. Il commande une brigade dans plusieurs batailles de la guerre d'Espagne sous le commandement de Wellington. Il devient commandant militaire en Irlande de 1814 à 1823 et est décoré de l'ordre du Bain en 1815. En 1825 il est promu lieutenant-général.

### Gouverneur de l'Amérique du Nord britannique
À la suite de la démission de James Kempt, Aylmer est nommé administrateur du Bas-Canada en juin 1830, et arrive au Canada le 20 octobre. Ce n'est qu'en novembre qu'il est nommé officiellement gouverneur en chef. Cette nomination est faite en dépit du fait qu'Aylmer ne possède aucune expérience politique et n'a jamais été gouverneur civil. Il parle cependant bien le français et bénéficie d'une bonne réputation de compétence et d'impartialité. Il tente de démontrer sa bonne volonté face aux Canadiens français, en particulier en répondant favorablement à plusieurs des griefs de l'Assemblée législative. Il suspend entre autres le procureur général James Stuart, adversaire déterminé des francophones, ce qui déplaît énormément au parti britannique.
En 1831, la question récurrente de l'appropriation des revenus de la Province et celle du vote de la liste civile (salaire des fonctionnaires) causent les premières frictions entre Aylmer et l'Assemblée. L'année suivante, un incident lors d'une élection partielle où trois Canadiens français sont tués par des soldats britanniques accroît encore les tensions. En cette même année 1832, l'épidémie mondiale de choléra frappe durement le Bas-Canada. Aylmer met sur pied la station de quarantaine de Grosse-Île et prend diverses autres mesures. Il est cependant blâmé par l'Assemblée, probablement à tort.
Au cours des années 1833 et 1834, les relations entre le gouverneur et l'Assemblée se tendent encore plus, et la crise culmine avec l'adoption par les députés des Quatre-vingt-douze Résolutions. Cette liste de griefs comprend une demande pour rappeler le gouverneur. Elle est étudiée à Londres par un comité de la Chambre des communes, qui ne prend pas le parti de Aylmer autant que celui-ci aurait souhaité. Il essaie pendant ce temps d'exploiter à son avantage la scission entre les radicaux et les modérés du Parti patriote, en nommant un bon nombre de modérés à des postes gouvernementaux. Nonobstant ses efforts de conciliation, Aylmer prend certaines décisions, probablement sous l'influence des fonctionnaires britanniques, qui déplaisent fortement à la majorité francophone.
Aux élections d'octobre 1834, la nouvelle chambre est nettement plus radicale que la précédente. Lors de l'ouverture de la session en février 1835, l'affrontement reprend, toujours sur le thème des finances, et Aylmer proroge le Parlement dès le 18 mars.
Cependant, le ministre des Colonies à Londres, Thomas Spring-Rice, avait déjà décidé de remplacer Aylmer comme gouverneur. Archibald Acheson, lord Gosford, arrive à Québec en août 1835 et prend le poste de gouverneur général.

### Retour en Grande-Bretagne

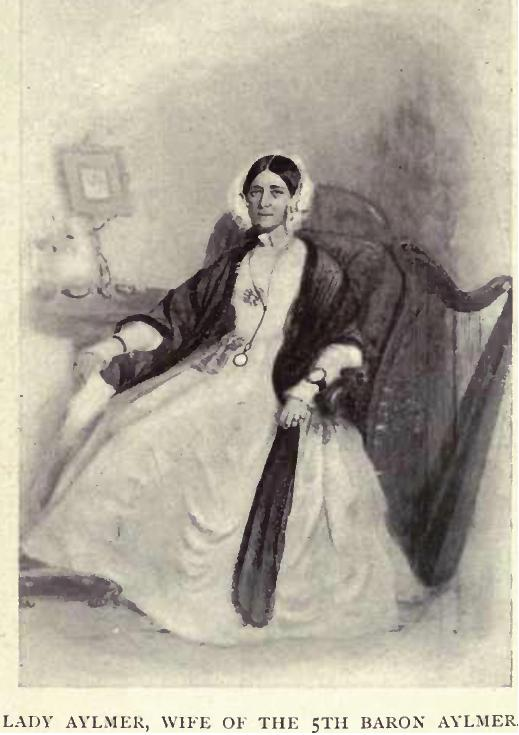
Son épouse, Lady Louisa Anne Aylmer.

Aylmer, de retour chez lui, tente de faire approuver sa conduite en tant que gouverneur et de retrouver des postes de responsabilité, mais en vain. 
Il meurt en 1850 à Londres (15, Eaton Square, dans le quartier de Belgravia) d'un anévrisme cardiaque.
Bien intentionné et habile militaire, Aylmer manquait cependant de l'habileté politique qui aurait été nécessaire à ce poste et à cette époque. Il n'est sans doute pas responsable de la polarisation du conflit au Bas-Canada, bien qu'il y ait contribué involontairement.

## Hommages
L'ancienne ville d'Aylmer au Québec, actuellement un secteur de la ville de Gatineau depuis la fusion en 2002, fut nommé en lui rendant hommage.

### Archives
- Le fonds d'archives de Lady Louisa Anne Whitworth-Aylmer est conservé au centre d'archives de Québec de Bibliothèque et Archives nationales du Québec[2].
- (en) Les archives de Matthew Whitworth-Aylmer, 5e baron Aylmer (Matthew Whitworth-Aylmer, 5th Baron Aylmer, R2517) sont conservées à Bibliothèque et Archives Canada